# یوسی‌اس (بستر رایانش)
سیستم محاسباتی یکپارچه سیسکو سیستمز (یا UCS) یک بستر کامپیوتری مبتنی بر معماری اکس۸۶، برای مراکز داده می‌باشد. این سیستم که از سخت‌افزارهای کامپیوتری، فابریک سویچی، نرم‌افزارهای مدیریتی و پشتیبانی مجازی‌سازی تشکیل شده‌است، در سال ۲۰۰۹ میلادی رونمایی شد.
ایده اصلی پشت این طراحی، کاهش هزینه کل مالکیت و ارتقای قابلیت مقیاس‌پذیری با ترکیب بخش‌های متفاوت به صورت یک بستر همگرا بوده‌است که قابلیت مدیریت به عنوان یک دستگاه واحد را داشته باشد. قابلیت‌های چندگانگی n تایی و پیاده‌سازی آنی منابع از جمله قابلیت‌های قابل تنظیم با این سیستم می‌باشد.

## پردازش

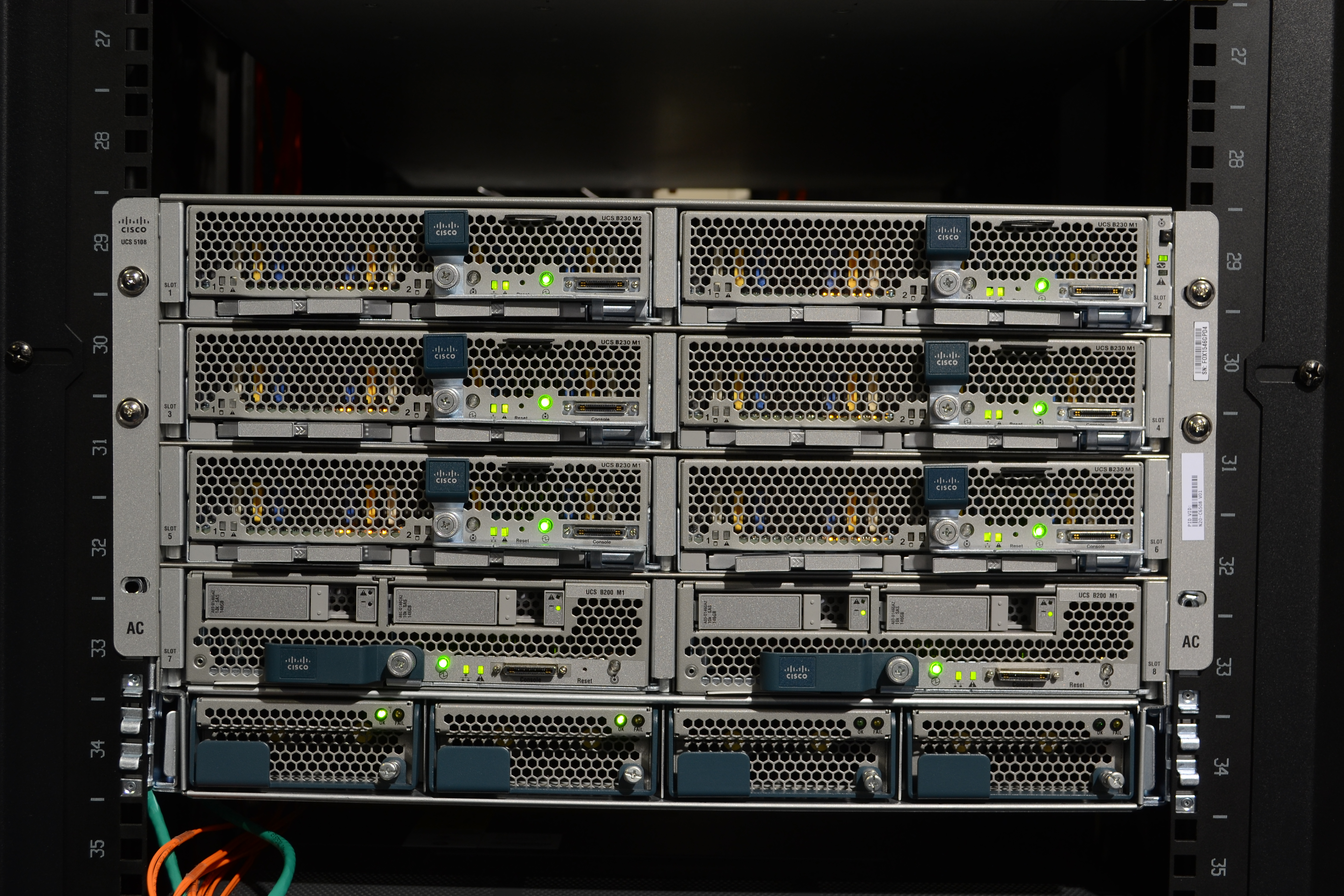
یک نمونه از سرورهای تیغه‌ای سیسکو

قسمت پردازشی یوسی‌اس در دونسخه موجود است، سری بی و سری سی. سری بی مربوط به سرورهای تیغه‌ای نیم‌اسلاتی یا تمام اسلات و سری سی ضمن داشتن قابلیت اتصالات فابریکی، برای کارگزاری در رک‌های نوزده اینچی می‌باشد. هر دو سری قابلیت مدیریت با نرم‌افزار مدیریتی یوسی‌اس را دارا می‌باشند. هر دو ساختار از اجزای استاندارد نظیر پردازنده‌های اینتل و حافظه‌های دیم استفاده می‌کنند. این سرورها با کارت‌های شبکه‌های مجتمع با قابلیت مجازی‌سازی پورت‌ها به بازار عرضه می‌گردند. در حوالی سال ۲۰۱۰ میلادی، یک تکنولوژی توسعه حافظه‌ای، تعداد سوکت‌های قابل پشتیبانی توسط هر کانال حافظه‌ای را افزایش داد.

## مجازی‌سازی
یوسی‌اس از هایپرویزورهای مختلفی شامل ای‌اس‌اکس و ای‌اس‌اکس‌آی از وی‌ام‌ویر، هایپروی از مایکروسافت، ذن‌سرور از سیتریکس و برخی دیگر پشتیبانی می‌کند. مجازی‌سازی وی‌ام‌ویر از طریق ارتباط تجاری میان این دو شرکت با ارائه یک نسخه سفارشی از ای‌اس‌اکس‌آی پشتیبانی می‌شود. برخلاف نسخه‌های ایستگاه کاری وی‌ام‌ویر، ای‌اس‌اکس و ای‌اس‌اکس‌آی مستقیماً بر روی سخت‌افزار اجرا می‌شوند و به سیستم عامل دیگری برای اجرا نیاز ندارند. این مجازی‌ساز با ارائه عملیات هایپرویزوری امکان میزبانی از سیستم‌عامل‌های مهمان مختلفی نظیر ویندوز و لینوکس را فراهم می‌سازد. در وی‌اسفر نسخهّ ۴ سیستم‌عامل‌های مهمان به ۲۵۵ گیگابایت حافظه رم مجازی و ۸ پردازنده مجازی محدود بودند که در نسخهّ ۵ این محدودیت‌ها به یک ترابایت رم مجازی و ۳۲ عدد پردازنده مجازی ارتقاء یافتند. به علاوه، کارت شبکه‌های مجازی یوسی‌اس با بکارگیری فناوری وی‌ام‌فکس قادرند برای کارایی بیشتر و دسترسی بهتر به شبکه، به‌طور مستقیم به سخت‌افزار دسترسی پیدا کنند.

## شبکه
سری ۶۱۰۰ و ۶۲۰۰ سویچ‌های سیسکو (که از آن به عنوان اتصالات فابریک نیز یاد می‌شود) امکان اتصال برای کیس‌ها، سرورهای تیغه‌ای و رک‌ماونت متصل به آن را از طریق شبکه ۱۰ گیگابیت و کانال فیبری بر روی اترنت فراهم کند. اتصالات فابریک از سری ۵۰۰۰ سویچ‌های نکسوس مشتق شده‌اند و همچنین سیستم عامل ان‌اکس و نرم‌افزار مدیریتی یوسی‌اس را اجرا می‌کنند.
از آنجایی که سرورهای سیسکو از حجم کمی فضای دسک داخلی پشتیبانی می‌کند، کانالهای فیبری بر روی اترنت، برای اتصال این سرورها به ذخیره‌سازهای سن لازم است.
سری جاری این محصول که توسط سیسکو تولید می‌شود سری ۶۲۰۰ می‌باشد.
اتصالات فابریک می‌توانند به توسعه‌دهنده‌های فابریک و توسعه‌دهنده‌های پورت نیز متصل شوند و با استفاده از تکنولوژی وی‌ان‌تگ تا ۱۶۰ سرور را از طریق یک سویچ (و یا دو سویچ در حالت فعال-فعال) مدیریت و پشتیبانی کنند.

## مدیریت
مدیریت تجهیزات این سیستم از طریق نرم‌افزار یوسی‌اس منیجر که درون سری‌های ۶۱۰۰ و ۶۲۰۰ سویچ‌های فابریک کارگزاری شده، انجام می‌پذیرد. این نرم‌افزار توسط مدیر سیستم با استفاده از مرورگرهای اینترنت نظیر اینترنت اکسپلورر یا فایرفاکس یا با استفاده از خط فرمان از طریق پاورشل یا از درون برنامه‌ها از طریق API دستیابی می‌شود.
ماشین‌های مجازی می‌توانند از یک سرور فیزیکی به سرور فیزیکی دیگری منتقل شوند. برنامه‌ها نیز می‌توانند بین ماشین‌های مجازی جابجا شوند. این مدیریت حتی می‌تواند با یک آی‌فون از راه دور انجام شود (با استفاده از SiMU، مدیریت ساده یوسی‌اس از طریق آی‌فون).
علاوه بر سیستم مدیریتی کارگزاری شده، مدیر می‌تواند با استفاده از وی‌اسفر وی‌ام‌ویر نیز به مدیریت این سیستم بپردازد. کنترلگرمدیریت یکپارچه سیسکو نیز می‌تواند برای مدیریت سرورهای تنهای سری سی یا سرورهای سری بی که قبلاً این قابلیت برایشان فعال شده باشد، به کار رود.
در نوامبر سال ۲۰۱۲ میلادی، سیسکو اضافه شدن مرکز کنترل یوسی‌اس را مژده داد که مدیریت را در خلال چندین حوزه گسترش می‌دهد و تا ۱۰٬۰۰۰ سرور را پشتیبانی می‌کند. این مرکز کنترل نیز از ای‌پی‌آی باز نظیر یوسی‌اس‌منیجر بهره می‌برد.